# 滑县南站
滑县南站位于中华人民共和国河南省安阳市滑县牛屯镇王鸭固村，建于1985年。距新乡站75公里，距兖州站239公里。现为四等站。客运办理旅客乘降，行李、包裹托运；货运办理整车货物发到。